# 松戸市立福祉医療センター東松戸病院
松戸市立福祉医療センター東松戸病院（まつどしりつふくしいりょうせんたあひがしまつどびょういん、Higashi Matsudo Hospital）は、千葉県松戸市に存在した公立の医療機関である。
通称は「松戸市立東松戸病院」。

## 概要
旧国立療養所松戸病院が柏市へ移転（国立がん研究センター東病院へ統合）したのに伴い、松戸市が旧厚生省から施設譲渡を受け開設されたのが松戸市立福祉医療センター東松戸病院であった。
譲渡前は感染症やその後遺症等の長期療養のための施設であったことなどから、緑の豊かな環境に置かれており、利用者のプライバシーが守られるような立地になっている。施設内には介護老人保健施設「梨香苑」が併設されていた。
閉院後、松戸市が医療法人徳洲会に病院跡地を売却する契約を締結したと発表。跡地に徳洲会が2027年12月に新病院開設を予定している。

## 沿革
- 1941年 旧東京市（現東京都）が高塚新田の地に療養所の開設を決定[2]
- 1942年 病棟（木造）竣工、松戸療養所として創立
- 1943年 日本医療団へ移管
- 1947年 旧厚生省へ移管、国立松戸療養所となる（後に「国立療養所松戸病院」と改称）
- 1992年 旧国立療養所松戸病院の移転（柏市の国立がん研究センター東病院へ統合）に伴い、松戸市が施設の譲渡を受ける
- 1993年 松戸市立福祉医療センター東松戸病院・介護老人保健施設梨香苑開設
- 2001年 総合リハビリテーション施設基準認定
- 2002年 言語聴覚療法（II）施設基準認定
- 2005年 日本老年医学会認定施設
- 2023年 福祉医療センター跡地活用事業者公募型プロポーザルにおいて、「医療法人徳洲会」が優先交渉権者になることが公表される
- 2024年 松戸市立福祉医療センター東松戸病院閉院・介護老人保健施設閉苑

## 診療科
- 総合診療科
- 内科
- 呼吸器内科
- 脳神経内科
- 整形外科
- 外科
- 耳鼻咽喉科
- 婦人科
- 泌尿器科
- 精神科（心療内科）
- リハビリテーション科

## 交通

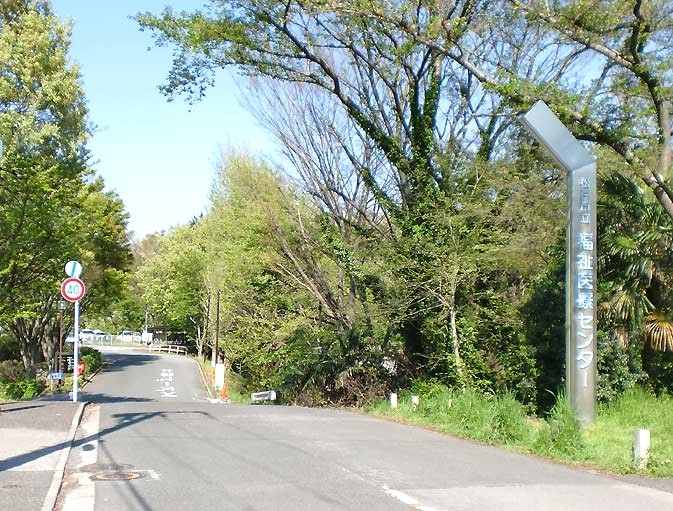
病院入口

- 松戸駅東口より松戸新京成バス・分実経由「市立東松戸病院」（2024年4月1日より「高塚新田」）行にて終点（梨香台団地経由は2024年3月31日をもって廃止）
- 東松戸駅より京成バス「本八幡駅・市川駅」行にて「市立東松戸病院入口」（2024年4月1日より「高塚団地」）下車
- 本八幡駅より京成バス「高塚・東松戸駅」行にて「市立東松戸病院入口」（2024年4月1日より「高塚団地」）下車
- 市川駅より京成バス「東松戸駅」行にて「市立東松戸病院入口」（2024年4月1日より「高塚団地」）下車
- 「市立東松戸病院入口」（2024年4月1日より「高塚団地」）バス停より徒歩約5分（経路案内）
- 市川大野駅より徒歩約13分（経路案内、最短歩行経路は林野部を含むため夜間通行注意）

2024年年4月1日より、松戸市立福祉医療センターまでのシャトルバス(旧東松戸病院発)の運行（平日限り一日6本程度）を開始